# Терещук Василь Васильович
Василь Васильович Терещук (нар. 1 грудня 1957, Гайсин, Вінницької області) — український політичний діяч, публіцист, голова Координаційної ради Організації марксистів.
Кандидат філософських наук (1991); колишній народний депутат України.

## Життєпис
Народився 1 грудня 1957 (місто Гайсин, Вінницька область); українець; одружений; має двох синів і дочку. Володіє іспанською, французькою мовами. Освіта: Київський університет імені Тараса Шевченка, філософський факультет (1983), філософ, викладач філософії.
1975-1976 — робітник Гайсинського комбінату хлібопродуктів.
1976-1978 — служба в армії.
1978-1983 — студент, 1985-1988 — аспірант філософського факультету Київського університету імені Тараса Шевченка.
1983-1985, 1988-1990 — асистент кафедри філософії Дніпропетровського гірничого інституту.
Січень 1990-1994 — старший викладач кафедри філософії Маріупольського металургійного інституту (Приазовський державний технічний університет).
Народний депутат України 2-го скликання з квітня 1994 (2-й тур) до квітня 1998, Маріупольський-Приморський виборчий округ № 138, Донецька область, висунутий Комуністичною партією України. На час виборів: старший  викладач кафедри філософії Приазовського державного технічного університету, член КПУ. Член фракції комуністів. Член Комітету з питань культури і духовності. 
Народний депутат України 3-го скликання з березня 1998 до квітня 2002 від КПУ, № 100 в списку. На час виборів: народний депутат України, член КПУ. Член фракції КПУ (з травня 1998). Член Комітету у закордонних справах і зв'язках з СНД (з липня 1998, з 2000 — Комітет у закордонних справах), голова підкомітету з міжпарламентських зв'язків і організацій.
2003-2005 — докторант Київського національного лінгвістичного університету.
У 2005 році Терещук із своїми прибічниками вийшов з Комуністичної партії України. Однією з причин була незгода з позицією керівництва КПУ, що під час «Помаранчевої революції» підтримали Віктора Януковича проти Віктора Ющенка.
Червень 2005-2006 — начальник управління зв'язків з громадськістю Рахункової палати.